# Cyclopicina longifurcata
Cyclopicina longifurcata is een eenoogkreeftjessoort uit de familie van de Cyclopicinidae. De wetenschappelijke naam van de soort is voor het eerst geldig gepubliceerd in 1901 door Scott T..